# Glatt (Thur)
Die Glatt ist ein rund 25 Kilometer langer Fluss in den Schweizer Kantonen Appenzell Ausserrhoden und St. Gallen. Sie fliesst unter anderem durch Herisau und die Wälder von Flawil. Sie mündet bei Oberbüren in die Thur.
Die Glatt entspringt eingedolt bei Halden in der Gemeinde Schwellbrunn. Unterhalb Herisau nimmt sie den Wissbach auf, fliesst dann durch das tiefe Glatttobel, vorbei an der Salpeterhöhle und unter der SBB-Brücke Flawil-Gossau hindurch gegen Oberglatt im Gemeindegebiet von Flawil. Unterhalb Niederglatt (Gemeinde Oberuzwil) bildet die Glatt mit zahlreichen Windungen eine Auenlandschaft von nationaler Bedeutung. Sie mündet an der Gemeindegrenze zwischen Uzwil und Oberbüren in die Thur. Charakteristisch für die Glatt ist eine Reihe von Kleinkraftwerken aus der Frühzeit der Elektrizitätsgewinnung.

## Name
Der Name leitet sich vom althochdeutschen Wort glat für 'hell, klar, glatt' ab und nimmt Bezug auf das klare Wasser. Eine alternative Deutung sagt, die Glatt ist ein substantiviertes Adjektiv mit der Bedeutung «ruhig, fliessend» oder auch «hell, klar» (im Sinne «es läuft glatt»).
Die Glatt dürfte Namensgeber der abgegangenen Glattburg oberhalb Niederglatt sein, das Namensgeber des Ministerialengeschlechtes Giel von Glattburg ist.

## Geographie

### Verlauf
In Klammern jeweils die Kilometrierung der Glatt (Km 0 = Einmündung in die Thur).

#### Von der Quelle bis Einmündung des Wissbachs
Die Glatt entspringt eingedolt bei Halden in der Gemeinde Schwellbrunn (Km 25,45).
Der Herisauer Textilveredler Cilander besitzt in Herisau und weiter unten bei Isenhammer entlang der Glatt Fabriken. Zur Veredlung wurde das Wasser der Glatt genutzt, mit der Folge, dass die Glatt entsprechend verschmutzt war.
Zwischen Herisau und der Einmündung Wissbach befand sich im 19. Jahrhundert oberhalb der Glatt die Pulverfabrik Marstal. Nach Einstellung des Betriebs auf Grund mehrerer Explosionen mit Todesfolgen und Verkauf des Geländes wurde dort durch die Familie Zeller Karton hergestellt. Eine Stauanlage an der Glatt wurde dabei angedacht, aber nicht umgesetzt.

#### Von der Einmündung des Wissbachs bis zu Isenhammer
Im Glatttobel zwischen der Einmündung des Wissbachs ⊙ und der Einmündung des Dorfbachs Gossau bei Isenhammer ⊙ existieren nur namenlose Zuflüsse.

##### Salpeterhöhle / St. Kolumbanshöhle
Nach Mündung der Wissbach (Km 14,85) befindet sich auf der orographisch rechten Flussseite die Salpeterhöhle (Km 14,05 ⊙). Der Name rührt daher, weil hier vermutlich Salpeter gebrannt wurde. Sie befindet sich unweit der Ruine Helfenberg (ca. bei Km 13,6 ⊙). Einer Legende nach übernachtete der irische Wandermönch Columban mit seiner Gruppe, darunter Gallus, auf dem Weg von Tuggen nach Bregenz in einer Höhle entlang der Glatt. Daher wird diese Höhle auch St. Kolumbanshöhle oder Kolumbanshöhle genannt – wobei unsicher ist, ob mit der Kolumbanshöhle nicht eine andere Höhle weiter flussabwärts unweit der SBB-Brücke ⊙ gemeint ist. Zuvor ein beliebtes Ausflugsziel, ist seit Mai 1998 das Betreten der Salpeterhöhle wegen Einsturzgefahr verboten. In der Nähe der Salpeterhöhle gibt es einen Grillplatz ⊙.

##### Talsperre Buchholz
Kurz nach der Höhle befindet sich eine Talsperre (Km 13,48 ⊙). Die Gebrüder Eberle der weiter unten stehenden Mühle Kressbrunnen ⊙ liessen um 1892 eine Staumauer aus Beton im Glattbett errichten; der «Eberleweiher» (ca. Km 14,0–13,48 ⊙) auf Höhe der Ruine Helfenberg entstand. Die Staumauer hatte eine Kronenlänge von 48 Metern. Eberles Anlage gilt als die zweitälteste im Schweizer Talsperrenverzeichnis. Vom Eberleweiher führte eine 700 Meter lange Druckwasserleitung zum Turbinenhaus weiter unten, die mit den 110 kW stets bei voller Leistung genutzt werden konnte. Ein Brand im Mühlenbetrieb 1909 läutete das Ende der Talsperre ein. Der Weiher, der zeitweise ein Stauvolumen von 250’000 m³ gehabt hatte, begann zu verlanden und es entwickelte sich ein Auengebiet.

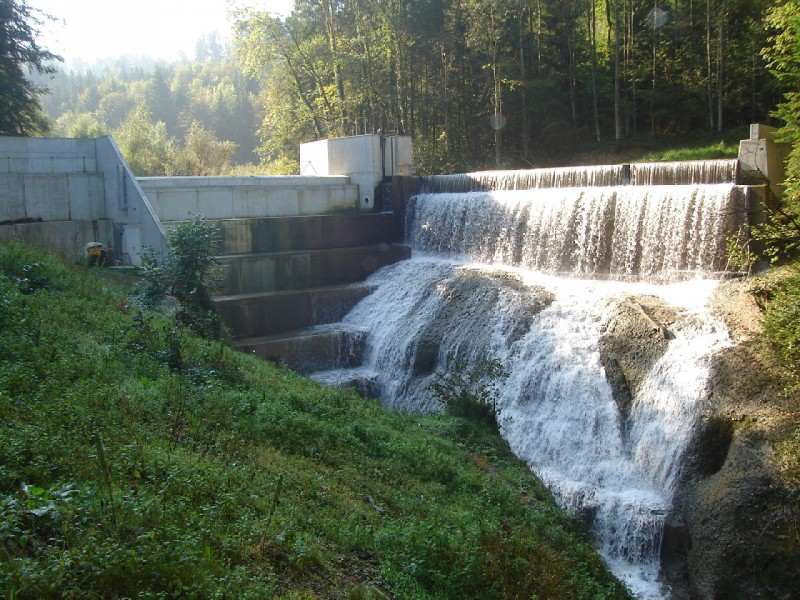
Fallendes Wasser beim Kleinwasserkraftwerk Buchholz

Die Staumauer als solche blieb Jahrzehnte ungenutzt erhalten, bis in den 1980er-Jahren deren Sanierungsbedürftigkeit erkannt wurde. Zunächst wurde über einen Abbruch diskutiert. Stattdessen wurde beschlossen, dort ein Fliesskraftwerk zu errichten, das 2006 in Betrieb ging. Im Zuge der Erneuerung wurde eine Fischschleuse errichtet. Der «Eberleweiher» wird, da die alte Staumauer erhalten bleibt, weiter verlanden. Glattstrom Buchholz AG, das dieses Kleinwasserkraftwerk betreibt, setzt zwei Propellerturbinen mit fünfflügeligen Laufrädern ein. Bei einem Nenndurchfluss von 1,35 m³ pro Sekunde und einer Brutto-Fallhöhe von 14,5 Metern erreicht das Kraftwerk eine Leistung von 140 kW. Die mittlere Jahresproduktion seit Betriebsaufnahme beträgt 530’000 kWh.

##### Glattbrücken bei Burgau
Die Bahnstrecke St. Gallen–Winterthur überquert bei Burgau die Glatt (Km 12,9 ⊙). Die erste Glattbrücke, eine Stahlfachwerkbrücke, wurde 1856 eingeweiht, die Zweite, eine Steinbogenbrücke, wurde im Zuge des Doppelspurausbaus der Strecke 1924 erstellt. Die heutige Glattbrücke wurde 1997 fertiggestellt.
Der sogenannte Militärsteg unmittelbar nach der Eisenbahnbrücke (Km 12,83 ⊙) wurde 1988 von der Felddivision 7 errichtet. Sie ist für Wanderer gedacht, die die Glatt überqueren wollen. Aus Eisenträgern auf Betonpfeilern gebaut und mit Bohlen quer belegt, ist diese Brücke 36,8 Meter lang und drei Meter breit und für eine Belastung von 0,5 Tonnen ausgelegt. Sie ist mit Geländern gesichert und darf nicht befahren werden.

##### Turbinenhaus des Kraftwerks Kressbrunnenmühle
Unmittelbar nach der Glattbrücke und dem Militärsteg, oberhalb von Isenhammer, befand sich das zur Talsperre Buchholz gehörende 1988 abgebrochene Turbinenhaus (bei Km 12,78 ⊙) mit einer Fünf-Zimmer-Wohnung im Obergeschoss. Es war linkerhand vom Weg hinauf zur ehemaligen Kiesgrube und heutigem Biotop Espel. Im Untergeschoss bestand ein grosser Raum mit einer Vertiefung für die Turbine der alten Talsperre am Buchholz. Das Wasser kam vom Eberleweiher durch ein grosses Druckrohr und floss danach zurück in die Glatt, wo es früher in den Isenhammerweiher floss. Bis etwa 1950 war die Turbine in Betrieb, die Wohnung war noch bis ca. 1965 durch Familien bewohnt.

##### Isenhammerweiher
Unmittelbar nach dem Turbinenhaus, auf der anderen Flussseite vor der Einmündung des Dorfbaches Gossau (Km 12,44), wurde in der zweiten Hälfte des 19. Jahrhunderts der Isenhammerweiher angelegt (auf Höhe Km 12,7–12,55 ⊙). Dieser diente als Ausgleichsbecken zur Regulation des Wasserbedarfs des Werkes Eisenhammer der Cilander. Im Zuge der Renaturierung wurden im Jahr 2012 Wehr und Weiher beseitigt. Die Glatt erhielt ein Gerinne mit mehreren Inseln, der Wanderweg wurde auf die rechte Seite der Glatt verlegt und die Brücke über den Gossauer Dorfbach wurde saniert. In der neu geschaffenen Auenlandschaft sollte ein Lebensraum für Amphibien etc. entstehen; ausserdem wurde damit eine Vernetzung zu den Amphibienlaichgebieten Espel und Kiesgruben Burgauerfeld geschaffen. Das 3,4 ha grosse Schutzgebiet wurde 2014 an Pro Natura verkauft.

#### Von Isenhammer bis zur Thurmündung

##### Isenhammer

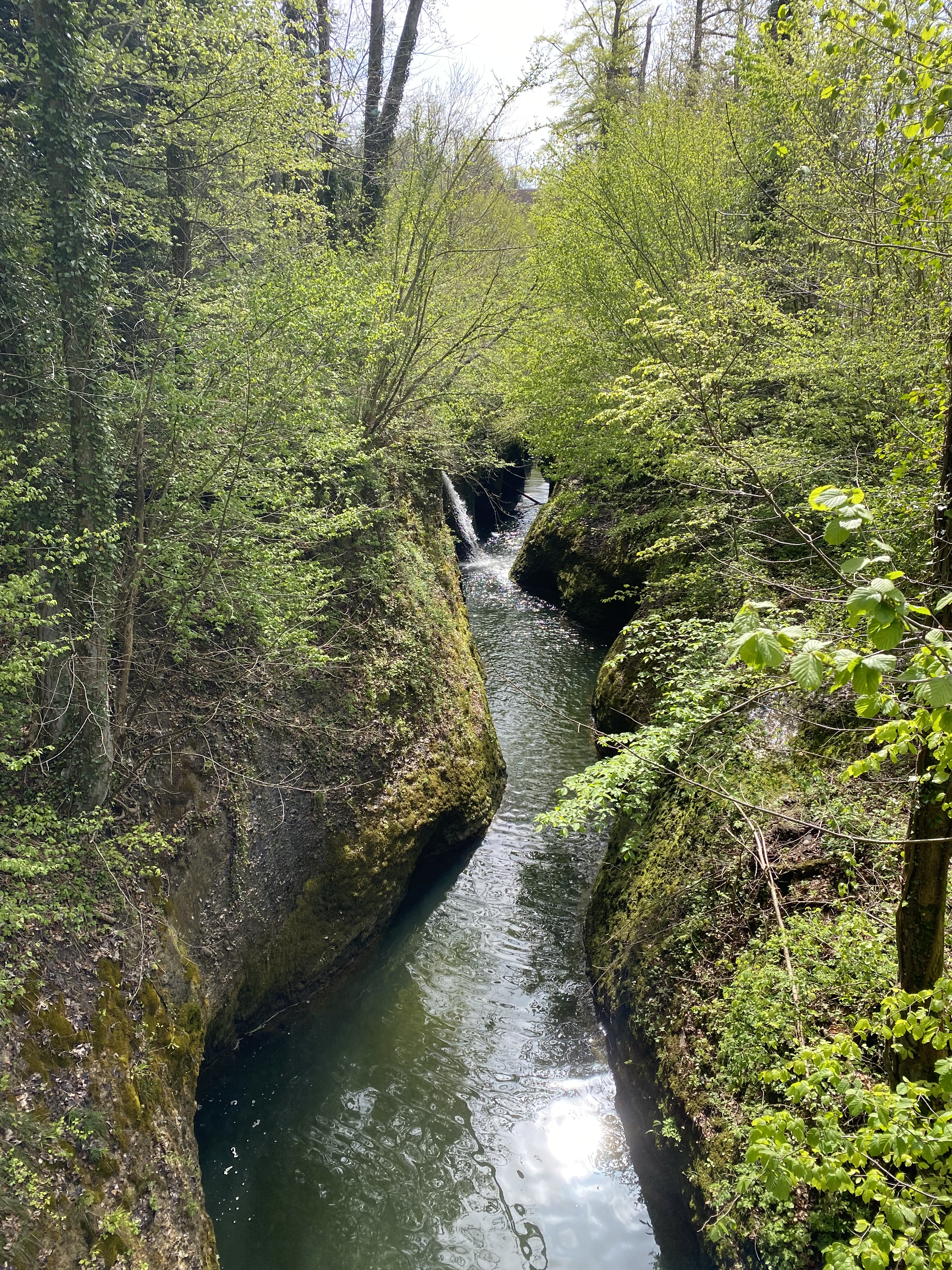
Glatt bei Isenhammer, vom Glattsteg (Wanderweg) aus betrachtet

Das Unternehmen Tribelhorn und Meyer, seit 1888 Cilander, nahm 1871 etwas glattabwärts von Isenhammer eine Bleicherei mit Sengerei in Betrieb (auf Höhe Km 12,0 ⊙), nachdem die Nutzung des Glatt-Wassers dort für einen unbefristeten Zeitraums genehmigt worden ist, obwohl die Betreiber des Bad Buchenthals dagegen Einspruch erhoben, da sie eine Verschlechterung der Wasserqualität befürchteten. Das Wasser wurde durch einen Kanal zum Firmengelände befördert (Zufluss Km 12,4 ⊙, Abfluss Km 11,8 ⊙). Bis 1980 wurde das Wasser von Cilander genutzt.
Seit August 2008 nutzt Alpiq (ehemals Atel) die dort 1993 errichtete Wasserkraftanlage. Das Kleinwasserkraftwerk produziert jährlich rund 700 MWh elektrische Energie, das an die Technischen Betriebe Flawil verkauft wird. Die Konzession läuft bis 2041.

##### Kraftwerk Niederglatt
Die Familie Klingler, die Eigentümer der Haslenmühle in Gossau, liessen im Glattmüli unterhalb Niederglatt ein Wasserkraftwerk (Km 6,25 ⊙) zur elektrischen Versorgung des Dorfes Gossau bauen. Die Konzession erfolgte 1892. 1893 wurde in Gossau der Beginn der elektrischen öffentlichen Beleuchtung gefeiert. Die Anlage bestand aus einem 35 Meter langen Stauwehr in Holzkonstruktion, einem Maschinenhaus und einem Unterwasserkanal. 1909 übernahm die Dorfkooperation Gossau die Anlage. Das Stauwerk wurde kontinuierlich umgebaut beziehungsweise saniert, so 1910 (Turbinenneubau), 1945, 1964 oder nach dem Hochwasser 1994.
Die dort gewonnene elektrische Energie wird heute (2012) durch die Stadtwerke Gossau eingespeist und ihren Abnehmern angeboten, die jährliche Stromproduktion betrug in den 2000er-Jahren 677 MWh. Geburtshelferkröten befinden sich in der Umgebung.

##### Löchli
Im Löchli unweit von Wilen-Watt ist seit den 1830er-Jahren ein Kohlevorkommen dokumentiert. Entnahmen aus den 1860er-Jahren sind bekannt. Während des Zweiten Weltkriegs wurde für nicht gesicherte Abnehmer Kohle in einer Höhle (bei Km 2,1 ⊙) abgebaut. Die Qualität der Molassekohle war nicht hochwertig. Die Gebrüder Bühler unter Otto Bühler, auf dessen damaligen Grund das Kohlevorkommen befindet, liessen dennoch ein Gutachten erstellen. Die Erkenntnis war, dass angesichts des damaligen Kohlemangels eine Gewinnung beispielsweise für die Kesselheizung dennoch lohnen würde. Ein eigentlicher Abbau fand aber nicht statt. Beim Löchli befindet sich ein mietbares Gruppenhaus (bei Km 2,65 ⊙).

##### Bad Buchental

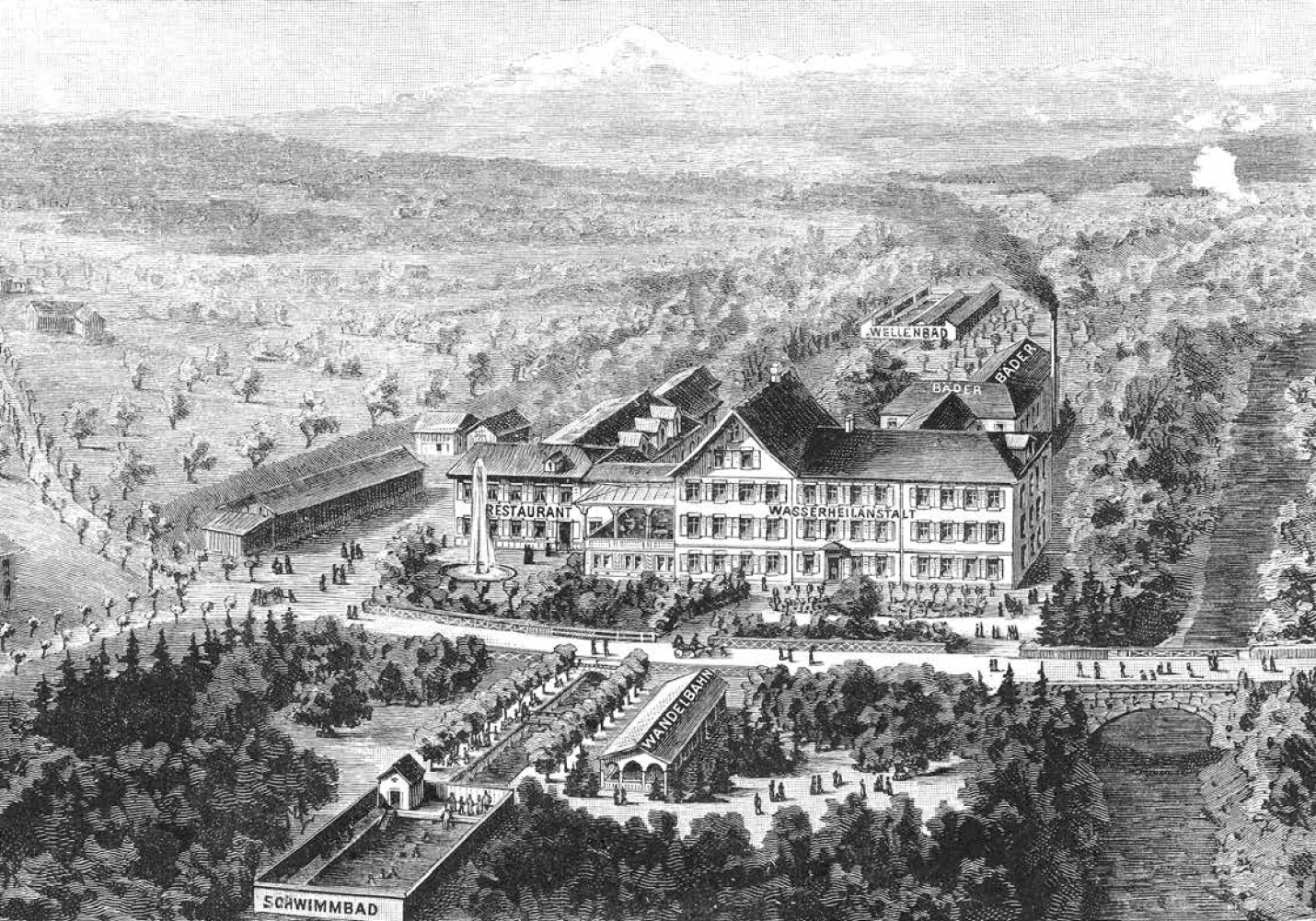
Bad Buchenthal mit der Glatt (links) um 1900.

Die Kaltwasserheilanstalt Bad Buchenthal bei Oberbüren (Km 1,2–1,1 ⊙), welche von 1842 bis 1907 existierte, bezog bei Nutzenbuch (Km 1,8 ⊙) das dafür nötige Wasser aus der Glatt.
2008 wurde der Uze-Entlastungsstollen eröffnet. Dadurch soll ein hundertjährliches Hochwasser über Uzwil und Niederuzwil abgewehrt werden können. Bei Hochwasser nimmt die Glatt bei Buchental (Km 1,15 ⊙) das überschüssige Uze-Wasser auf.

##### Mündungsgebiet
Nach Buchental unterquert die Glatt und der zugehörige dem Flussverlauf folgende Fussweg, der Glattweg, die Autobahnzufahrt (Km 0,97 ⊙) und die Autobahn A1 (Km 0,58 ⊙). Unmittelbar vor der Mündung beim Oberbürer Thurhof befindet sich die letzte Glattbrücke, der Haslensteg, eine 1990/1991 errichtete bedachte Fussweg- und Velobrücke in Holzkonstruktion (Km 0,11 ⊙). Der Haslensteg löste den früheren Steg aus den Zeiten der Errichtung des Thurdammwegs ca. 1970 und nachdem 1980 ein Hochwasser diesen wegschwemmte, dessen Provisorium ab.

### Einzugsgebiet
Das 90,7 km² grosse Einzugsgebiet der Glatt liegt im Schweizer Mittelland und wird durch sie über die Thur und den Rhein zur Nordsee entwässert.
Es besteht zu 28,5 % aus bestockter Fläche, zu 54,8 % aus Landwirtschaftsfläche, zu 15,6 % aus Siedlungsfläche und zu 1,1 % aus unproduktiven Flächen.
Die Flächenverteilung
Die mittlere Höhe des Einzugsgebietes beträgt 741,4 m ü. M., die minimale Höhe liegt bei 479 m ü. M. und die maximale Höhe bei 1086 m ü. M.

### Zuflüsse
Die Zuflüsse der Glatt sind:
- Kellersbergbach und Vollhofstattbach bei Ädelswil (rechts, Km 23,75)
- Himmelisbergbach bei Glattmüli (rechts, Km 22,95)
- Eggelibach bei Glattmüli (links, Km 22,9)
- Wisenbach bei Glattmüli (links, Km 22,5)
- Wannebach bei Herisau, Kunzenmoos (links, Km 22,25)
- Dietelswilbach bei Herisau (rechts, Km 21,6)
- Schlossbach bei Herisau, Schloss (rechts, Km 21,2)
- Sägebach bei Herisau, Industriestr./Degersheimerstr. (links, Km 20,0)
- Hubbach bei Herisau, Cilander (links, Km 19,6)
- Burghaldenbach bei Herisau (rechts, Km 19,05)
- Sonnenböhlbach bei Herisau (rechts, Km 19,0)
- Stelzbach bei Herisau, Bachwis (rechts, Km 18,6)
- Tüfenaubach bei Herisau, Bachwis (links, Km 18,3)
- Huebbach bei Herisau, Hueb (rechts, Km 17,5)
- Ramsenbach bei Herisau, Zellersmüli (links, Km 17,1)
- Schwänbergbach bei Schwänberg (links, Km 15,85)
- Wissbach bei Egg, Tobelmüli (links, Km 14,85, Kantonsgrenze SG/AR)
- Dorfbach Gossau Isenhammer (rechts, Km 12,45)
- Fischbächli bei Isenhammer (rechts, Km 12,25)
- Burgauerbach bei Flawil, Sonnenhalden (links, Km 11,0)
- Sonnenhaldenbach bei Flawil, Sonnenhalden (rechts, Km 10,45)
- Goldbach bei Flawil, Glatttal (links, Km 9,85)
- Winterhaldenbach bei Flawil, Gebhartschwil (rechts, Km 9,2)
- Gebhartschwilerbach bei Flawil, Gebhartschwil (rechts, Km 9,1)
- Glattburgbach bei Oberuzwil-Niederglatt, Glattburg (rechts, Km 6,85)
- Weiher Elektrizitätswerk bei Niederglatt, Glattmüli (links, Km 6,25)
- Sträzerbach bei Niederglatt, Glattmüli (links, Km 6,1)
- Tobelbach bei Niederglatt (rechts Km 5,85)
- Schollrütibach bei Niederglatt (links Km 5,65)
- Weingartenbach bei Niederglatt, Grossweid (rechts Km 4,35)
- Heiterbach bei Oberuzwil, Löchli (links Km 2,1)
- Uze-Entlastungsstollen bei Oberbüren, Buchental (links, Km 1,15)
- Wuerholzbach bei Oberbüren, Buchental (rechts, Km 1,1)

## Hydrologie
Bei der Mündung der Glatt in die Thur beträgt ihre modellierte mittlere Abflussmenge (MQ) 2,26 m³/s. Ihr Abflussregimetyp ist pluvial supérieur und ihre Abflussvariabilität beträgt 24.

## Flora und Fauna
Früher gab es viele verschiedene Fischarten. In den 70er Jahren existieren auf Grund der starken Verschmutzung nur noch geringe Fischbestände. Heute hat sich die Lage etwas verbessert, so können in der Glatt vor allem wieder die Bachforelle gefangen werden.
Kreuzkröten, Kamm- und Teichmolche, sowie Steinkrebse kommen nur
noch in kleineren Bereichen oder als Restpopulationen vor.

## Brücken

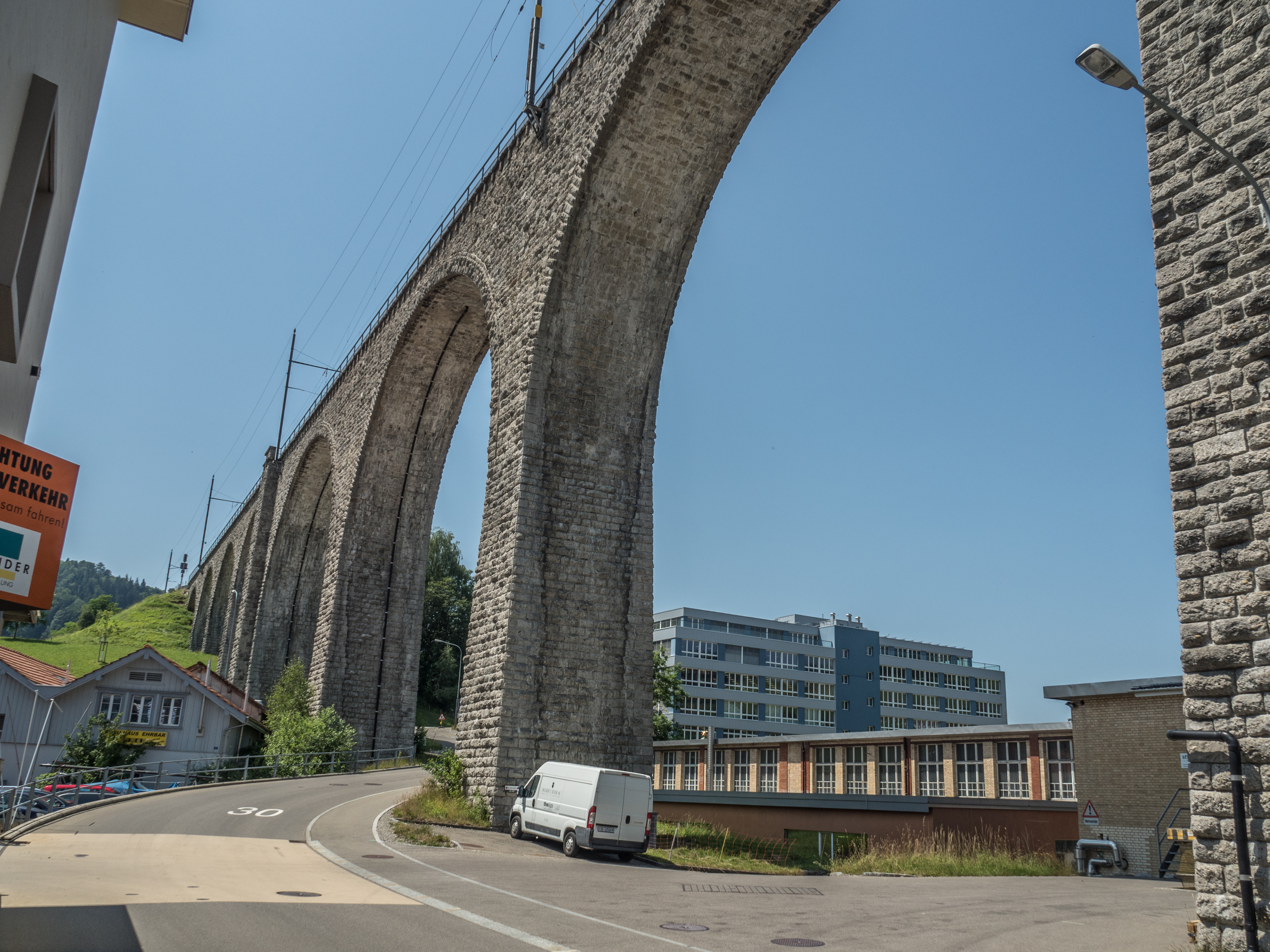
Glatttal-Viadukt über die Glatt, Herisau AR

Auf ihrem Weg wird die Glatt von über 50 Brücken überspannt, die bedeutendsten sind dabei der Glatttal-Viadukt in Herisau und der SBB-Viadukt zwischen Flawil und Gossau SG. Zwei Drittel der Brücken befinden sich im Kanton Appenzell Ausserrhoden (hauptsächlich in Herisau) und ein Drittel im Kanton St. Gallen.